# بخش گلگیر
بخش گلگیر یکی از بخش‌های شهرستان مسجدسلیمان در استان خوزستان است.

## مردم
مردم این بخش بختیاری هستند و به زبان لری بختیاری سخن می گویند.

## جمعیت
براساس سرشماری مرکز آمار ایران در سال ۱۳۹۰، جمعیت بخش گلگیر ۵۵۲۷ نفر بوده‌است.

## تقسیمات کشوری
بخش گلگیر از دو دهستان تشکیل شده‌است:
- دهستان تمبی گلگیر
- دهستان تل بزان

شهرها :  گل‌گیر